# Wolfgang Aßbrock
Wolfgang Aßbrock (né le 10 septembre 1952 à Enger mort le 6 décembre 2007 à Herford) est un homme politique allemand (CDU).

## Biographie
Aßbrock entre dans le service supérieur après avoir obtenu son diplôme d'entrée au collège technique en 1971 et termine sa formation de fonctionnaire dans le service administratif supérieur. Il est diplômé en 1974. Il occupe ensuite divers postes pour la ville de Bielefeld.
En 1992, il devient commis principal au département de développement économique de Bielefeld, et en 1995 chef de projet à l'agence de développement économique de Bielefeld. Aßbrock dirige le centre technologique de Bielefeld depuis 2003.
Wolfgang Aßbrock est membre de la CDU depuis 1969. Il est membre du conseil municipal d'Enger pendant plus de 30 ans, de 1980 à 2004 président du groupe parlementaire CDU au conseil municipal et pendant près de 20 ans président du comité d'urbanisme du conseil municipal d'Enger. De 1995 à 2004, il est membre du conseil de l'arrondissement de Herford. Jusqu'à sa mort, il est membre de l'Assemblée régionale de Westphalie-Lippe et du conseil régional de Westphalie-Est-Lippe, dont il est président depuis 2005.
En 2005, il devient membre du Landtag de Rhénanie-du-Nord-Westphalie en représentant la circonscription d'Herford I. Il est membre des commissions du bâtiment et des transports ainsi que de la politique locale et de la réforme structurelle administrative du Landtag. Il est  également impliqué dans des postes bénévoles. Son successeur en tant que membre du Landtag est le ministre de la Construction et des Transports Oliver Wittke (CDU).
Aßbrock est marié avec Annette Aßbrock, née Grottendiek, et avec elle, ils ont deux filles, Klaudia Friederike (née en 1984) et Simone Charlotte (né en 1988). Il est mort le 6 décembre 2007 après une courte maladie grave.